# Kamienica przy ul. 3 Maja 23 w Sanoku
Kamienica przy ul. 3 Maja 23 w Sanoku, zwyczajowo Weinerówka wzgl. kamienica Weinerów bądź Bradrura – kamienica położona przy ulicy 3 Maja 23 w Sanoku.

## Historia i opis

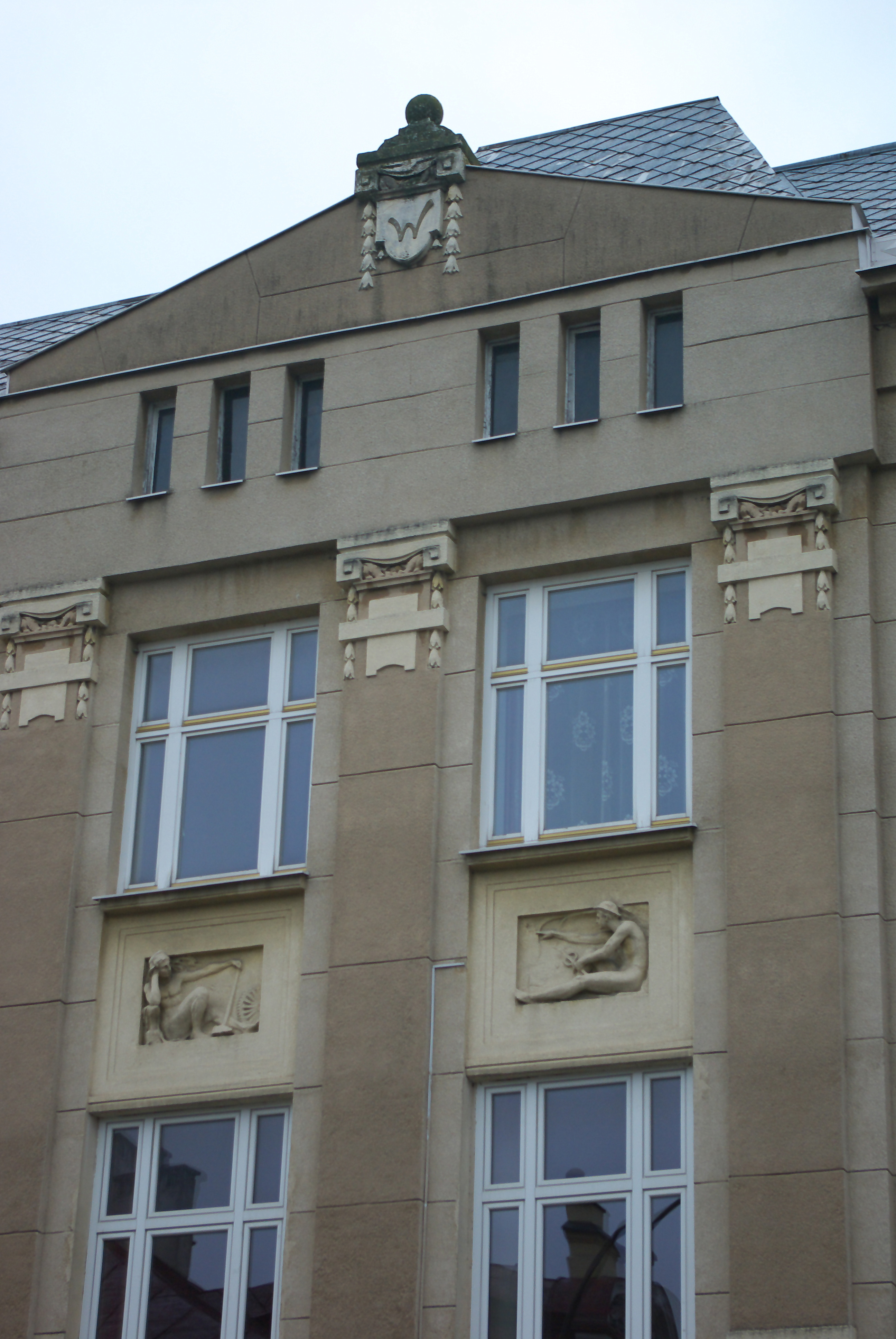
Szczyt budynku wraz z rzeźbami i zdobieniami

Budynek jest umiejscowiony w centralnej części miasta, na południowym krańcu ulicy 3 Maja, u zbiegu z ulicą Tadeusza Kościuszki i ulicą Jagiellońską. Jest to największa kamienica w Sanoku. Zyskała miano najokazalszej kamienicy w Sanoku.
Budynek został wybudowany na przełomie XIX i XX wieku w miejscu istnienia wcześniejszego parterowego domu drewnianego. Pierwotnie budynek stanowił prywatną własność żydowskiej rodziny kupieckiej Weinerów (stąd tradycyjna nazwa budynku). Figurowała pod numerem konskrypcyjnym 32-33. Na początku XX wieku kamienica była też określona jako dom braci Weinerów. W Sanoku żyli przedstawiciele tego rodu: Hersch Weiner (radny miasta w 1907), Izaak Weiner (radny miasta w 1919, 1924), Abraham Weiner (sekretarz żydowskiego towarzystwa dobroczynnego „Tomche Aniim”).
Budynek powstał jako kamienica czynszowa. Kamienica posiada również dwupiętrowe oficyny czynszowe przylegające od wschodu do budynku frontowego, posiadające długie balkony. Na poziomie parteru, w środku fasady znajduje się przejazd na podwórze kamienicy, na którym znajduje się studnia. Elewacja frontowa posiada wystrój secesyjny, między innymi w postaci okien witrażowych. W szczycie fasady została umieszczona litera „W”. W 1912 wykonano poniżej dwie alegoryczne płaskorzeźby przedstawiające posłańca bogów, Merkurego symbolizującego handel oraz boga ognia Wulkana z kołem zębatym i młotem - symbol przemysłu. W korytarzach zostały wykonane zdobienia ścienne.
W połowie 1911 do kamienicy przeniesiono kram Towarzystwa Szkoły Ludowej. U zarania II Rzeczypospolitej na początku lat 20. XX wieku budynek był wymieniany przy ulicy Jagiellońskiej. Na początku ku lat 30. figurował pod adresem ulicy 3 Maja 19. Jego właściciele był wtedy Izaak Weiner. W lokalach funkcjonowały instytucje, zamieszkiwali i działali polscy oraz żydowscy lokatorzy, m.in. Podkarpacka Kasa Kupiecka sp. z o. o., lekarz powiatowy dr Antoni Dorosz i jego żona Jadwiga (oboje dentyści), adwokat dr Abraham Penzik, adwokat dr Jakub Appel, lekarz dr Eisig Lerner, kupiec Leon Werner. Ponadto w gmachu funkcjonował Żydowski Klub Towarzyski (w jego lokalu zebrania odbywali członkowie Stowarzyszenia Dobroczynnej Pomocy „Gemilath Chasudim”), oddział Organizacji Syjonistycznej w Sanoku, a w latach 30. filie stowarzyszeń Mizrachi, Ha-Szomer Ha-Dati, Brurija, zaś miejscem organizowanych spotkań była tzw. „Sala Syjon”.
W okresie międzywojennym kamienica stanowiła największy budynek czynszowy w Sanoku. w pomieszczeniach parterowych funkcjonowały lokale handlowe. Dzieliła je brama wjazdowa dwuskrzydłowa, istniejąca wówczas w przejściu tunelowym. Po lewej stronie bramy działały sklep z konfekcją męską należący do jednego z przedstawicieli rodu Weinerów (ponadto prowadził także handel meblami) oraz warsztat szklarski należący do Schora. Po prawej stronie w latach 30. funkcjonował sklep obuwniczy czeskiej firmy „Bata”. Lokale handlowe mieściły się także w powierzchniach parterowych wewnętrznego podwórza kamienicy: hurtownia tytoniowa i piwiarnia żydowska.
Po wybuchu II wojny światowej podczas okupacji niemieckiej żydowscy mieszkańcy i przedsiębiorcy z kamienicy uciekli bądź trafili do sanockiego getta. Piwiarnia żydowska została przekształcona w restaurację niemiecką. W pomieszczeniach parterowych funkcjonował sklep spożywczy (niem. Lebensmittelgeschäft). Na piętrze został umieszczony niemiecki urząd gospodarczy (Wirtschaftsamt). Następnie na dwóch piętrach frontowej fasady działał Państwowy Bank Rolny, którego dyrektorem był Władysław Szombara. W okresie do lipca 1944 swoje biuro miało stowarzyszenie „Verein der Handwerker und Gewerbetreibende „Große Innung”.
Do 1944 fasada do wysokości pierwszego piętra i ściany klatki schodowej były obłożone czarnymi płytami marmurowymi. Po zakończeniu działań wojennych w 1944 te elementy wykorzystano do obłożenia stworzonego wówczas pierwotnego Pomnika Wdzięczności Żołnierzom Armii Czerwonej w Sanoku.
Po zakończeniu wojny wraz z Armią Czerwoną powrócił do SanokaJózef Weiner (1891-1963), członek rodziny właścicieli, który odzyskał kamienicę i został administratorem budynku (w 1949 został oskarżony o lichwę, jako że w opinii władz miał pobierać od lokatorów zbyt wysoki czynsz w wysokości 40 tys. zł. miesięcznie). W pierwszej połowie lat 50. w pomieszczeniach kamienicy, pod ówczesnym adresem ul. 22 Lipca, funkcjonowało biuro Budowlanego Przedsiębiorstwa Powiatowego w Sanoku. W okresie PRL w 1963 kamienica, w drodze tzw. „zarządu przymusowego”, została przejęta przez Wydział Gospodarki Komunalnej i Mieszkaniowej Prezydium Powiatowej Rady Narodowej, z uwagi na fakt, że właściciel nie sprawował nad obiektem zarządu, nie wykonywał koniecznych remontów. Przejęcie nie oznaczało zmiany tytułu prawa własności. W latach 60. w lokalu parterowym działał sklep z artykułami spożywczymi PSS nr 6. Na początku lat 70. na południowej ścianie szczytowej Wojewódzka Spółdzielnia Spożywców (WSS) umieściła reklamę. W lokalu parterowym działała restauracja „Jubileuszowa”. Po przebudowie pomieszczeń po lewej stronie bramy zajęła je spółdzielnia spożywców „Społem” i działały tam sklepy spożywcze (tzw. „szóstka”). W lokalach po prawej stronie mieścił się nadal sklep obuwniczy pod nazwą „Bata”, którego nazwa widniała nad wejściem. 
Po 1989 toczyło się postępowanie spadkowe w odniesieniu do własności. W 1993 starania o przejęcie budynku czynił Edward Leszczyński (Alfred Wiener), będący spadkobiercą rodziny Weinerów.
W latach 90. XX wieku w budynku funkcjonował Nocny Klub „Orion”. 
W XX wieku w lokalach parterowych swoją działalność rozpoczęły Bank Zachodni WBK (po lewej, od 2018 Santander Bank Polska) oraz Telekomunikacja Polska (po prawej, od 2013 Orange Polska).
Budynek został wpisany do gminnej ewidencji zabytków miasta Sanoka, opublikowanej w 2015.